# Càrrega a Haritan
La Càrrega a Haritan es va produir el 26 d'octubre de 1918, al final de la persecució cap a Haritan (حريتان), durant les etapes finals de la campanya del Sinaí i Palestina de la Primera Guerra Mundial. Dos regiments de la 15a Brigada de Cavalleria (Servei Imperial) (de la 5a Divisió de Cavalleria), van carregar contra la columna romanent del Grup d'exèrcits Yildirim de l'exèrcit otomà. Posteriorment, sis esquadrons de la mateixa brigada van carregar en una posició de la rereguarda turca, però van ser contraatacats i obligats a retirar-se.
Després de la victòria de l'Imperi Britànic a la batalla de Meguidó, les restes del Grup d'exèrcits Yildirim de l'Imperi Otomà van ser perseguides des d'Amman per la Força xerifal del príncep Faisal que va capturar Deraa el 27 de setembre, al flanc dret de la 4a Divisió de Cavalleria. Mentrestant, la persecució pert part de la Divisió Muntada Australiana seguida per la 5a Divisió de Cavalleria a les restes del Grup d'exèrcits Yildirim retirant-se dels turons de Judea, va capturar Damasc (دمشق) el 1r d'octubre de 1918, molts milers de presoners alemanys i turcs, i molts quilòmetres del territori de l'Imperi Otomà.
Una força restant del Grup d'exèrcits Yildirim va poder escapar de Damasc per concentrar-se a Rayak (رياق) abans de retirar-se a través de Homs (حمص) i Hama (حماه) cap a Alep (ﺣَﻠَﺐ). Unes grans pèrdues al Cos Muntat del Desert causades per malalties van retardar i van esgotar la seva recerca des de Damasc, que van ser continuades per 24 vehicles en tres bateries de vehicles blindats i tres patrulles de vehicles lleugers armats amb metralladores. Van ser recolzats per la 15a Brigada de Cavalleria (Servei Imperial) amb la resta de la divisió, seguits per la Divisió Muntada Australiana cap al nord per reforçar-los.
La Força xerifial del Príncep Faisal va atacar amb èxit Alep durant la nit del 25 d'octubre.

## Antecedents
Després de l'èxit global de la batalla de Meguidó (מגידו / المجیدو), Sir Henry Wilson, Cap de l'Estat Major Imperial General a l'Oficina de Guerra, va animar el general Allenby, al comandament de la Força Expedicionària Egipcia (Egyptian Expeditionary Force, EEF) amb la idea que l'EEF podia fer qualsevol cosa i li va demanar que es plantejés una incursió de cavalleria a Alep. Wilson va afegir que l'Oficina de Guerra estava disposada a assumir tota la responsabilitat en el cas que no tingués èxit.
Al voltant de 19.000 soldats turcs s'havien retirat cap al nord el 1r d'octubre, no més de 4.000 estaven equipats i eren capaços de lluitar. Otto Liman von Sanders va traslladar el seu quarter general a Baalbek (بعلبك) i va ordenar que les restes del Grup d'exèrcits Yildirim d'Haifa (חֵיפָה) i Deraa (درعا) es concentressin a Rayak. El 146è Regiment va ser l'última formació que va abandonar Damasc el 30 de setembre. Després d'assabentar-se que el congost de Barada estava tancat, von Hammerstein va sortir de Damasc per la carretera de Homs, després del III Cos, de la 24a Divisió i de la 3a Divisió de Cavalleria fins a Rayak, on fins i tot les restes de la 43a Divisió del 2n Exèrcit que no havien estat implicats en combats, estaven «infectats amb pànic».
El 2 d'octubre, les restes de l'Asia Korps de von Oppen i el 146è Regiment que marxaven cap a Homs van romandre en «formacions disciplinades».
El Cos Muntat del Desert del tinent general Harry Chauvel a Damasc, ja es trobava a 240 km de la seva principal base de subministrament, mentre que Alep es trobava a uns 320 km lluny. Allenby estava disposat a avançar només en etapes tal com ho dictaven els subministraments i la geografia. Va estimar el 25 de setembre que hi havia 25.000 efectius turcs a la zona entre Alep i Alexandretta (الإسكندرونة).

## Preludi

### El Grup d'exèrcits Yildirim
Els restes del 7è Exèrcit comandats per Mustafa Kemal (Atatürk) que havien escapat de Meguidó, Damasc i Alep, es van desplegar cap al nord i al nord-oest d'aquesta ciutat. El 2n Exèrcit otomà d'uns 16.000 efectius armats comandats per Nihat Anılmış estava situat a l'oest (a Cilícia), i el 6è Exèrcit amb altres 16.000 tropes armades comandades per Ali İhsan Sâbis (que s'havia retirat de Mesopotàmia) estava al nord-est, al voltant de Nusaybin (نصيبين). Aquestes forces turques van superar en nombre la 5a Divisió de Cavalleria britànica i els vehicles blindats.

### L'Imperi britànic i les forces aliades
Aquesta força que va dur a terme la persecució estava formada per la Força xerifial del príncep Faisal, una columna de 1.500 soldats comandada pel coronel Nuri Bey i una segona columna de 1.500 soldats comandada per xerif Nasir, les 2a, 11a i 12a bateries motoritzades de vehicles blindats lleugers i la 1a (australiana), 2a i 7a patrulla de vehicles lleugers formada per 24 vehicles blindats, i la 15a Brigada de Cavalleria de la 5a Divisió (Servei Imperial) que va acompanyar els vehicles blindats a Hamma el 21 d'octubre, mentre que la 13a i la 14a Brigades de Cavalleria els van seguir com a suport.
La 5a Divisió de Cavalleria i els vehicles blindats es van organitzar en dues columnes. La «columna A» estava formada per la divisió del quarter general del Major General Henry Macandrew, tots els vehicles blindats i la 15a Brigada de Cavalleria (Servei Imperial). La 13a i la 14a Brigades de Cavalleria van formar la «columna B».
Macandrew tenia previst atacar Alep des de tres bàndols el 26 d'octubre. Els vehicles blindats havien d'atacar per la carretera des del sud, les forces xerifials de Faisal havien d'atacar des de l'est, mentre la 15a Brigada de Cavalleria (Servei Imperial) que es desplaçava cap a l'oest d'Alep havia de tallar la carretera d'Alexandretta. No obstant això, durant la nit del 25 d'octubre, la Força xerifial àrab de Nuri Bey va atacar la ciutat des de l'est i la Força xerifial àrab comandada per xerif Nazir va avançar cap a la rodalia de les defenses turques i va entrar en contacte amb els defensors.
Alep va ser capturada per aquestes forces xerifials després d'una nit de combats cos a cos pels carrers el 26 d'octubre, havent patit uns 60 morts. Macandrew va arribar a Alep poc després de les 10:00 h amb els vehicles blindats.

## Batalla
El 15 d'octubre de 1918, la 15a Brigada de Cavalleria (Servei Imperial) va rebre ordres de continuar l'avanç cap a Alep. La brigada estava precedida de set vehicles blindats lleugers, però la resta de la divisió la seguia un dia endarrerida.
El 24 d'octubre, els vehicles blindats es van aturar enfront de les defenses turques a prop de Khan Tuman (خان طومان). Els turcs mantenien una forta línia defensiva en una carena al sud i a l'oest d'Alep. Es va ordenar a la brigada que ocupès una posició a la carretera Aleppo-Alexandretta i netejar les trinxeres turques de la carena a l'oest d'Alep.
No obstant això, quan van arribar a la línia defensiva el 26 d'octubre, la posició havia estat evacuada. Els habitants de la zona van explicar que una força de mil homes amb dues petites peces d'artilleria es dirigien cap al nord, cap a Alep, de manera que la brigada va començar a perseguir-la.
A les 11:00 h, dos esquadrons de Llancers Jodhpur i una secció de metralladores van arribar a la posició que mirava a Haritan (al nord d'Alep) van ser rebuts pel foc d'armes petites turques. El brigadier Harbord, al comandament, va ordenar que la brigada ataquès immediatament; els Llancers Mysore es desplaçarien cap a l'est de la carena i carregarien el poble seguida per dos esquadrons de Llancers Jodhpur. Mentre, l'endarrerit esquadró de metralladores de la brigada es desplaçaria cap a la carena per proporcionar un foc cobert, amb altres dos esquadrons de Llancers Jodhpur.
Els vehicles blindats de 12a bateria motoritzada de vehicles lleugers van arribar a les 11:30 h i se'ls van ordenar dirigir-se cap a la carretera principal per donar suport a l'atac. Quan l'atac va començar, el vehicle blindat principal es va equivocar i va tornar a la seva posició inicial, un malentès que va provocar que la resta de la bateria el seguís, allunyant-los de l'atac. Els Llancers Mysore també havien iniciat el seu avanç, però van descobrir que la línia turca era més llarga del que s'esperava i va haver de desplaçar-se més a l'est, fora de l'abast de les seves metralladores de suport, per posar-se en posició de càrrega.
A les 12:00 h, els llancers van carregar la posició turca, matant una cinquantena d'homes i capturant una vintena de presoners. Però, sense cap suport de foc del seu esquadró d'ametralladores, no van poder penetrar en les defenses turques i es van veure obligats a retirar-se a la rereguarda i mantenir la posició turca sota observació. Fins aleshores no es va poder apreciar del tot la força enemiga i es va calcular que tenia una força de 3.000 soldats d'infanteria, 400 de cavalleria, fins a 12 canons d'artilleria i entre 30 i 40 metralladores. Un grup de soldats turcs es va dirigir cap a la posició dels Llancers Mysore, però es va aturar a prop de 730 m i van començar a cavar noves trinxeres defensives.
Com no es va poder avançar contra la força major, la brigada va mantenir la posició sota observació. A les 21:00 h es va observar que els turcs es retiraven i havien evacuat completament les seves posicions al voltant de la mitjanit.
Just abans d'això, a les 23:15 h, va arribar la 14a Brigada de Cavalleria, que van establir les seves pròpies línies d'observació fins a la llum del dia, quan van ocupar les posicions de la 15a Brigada. En els dies de batalla, es va calcular que les víctimes turques van ser uns 100 homes, mentre que la brigada va perdre quatre oficials britànics, entre els quals el tinent-coronel Holden (l'oficial principal de serveis especials que estava adjunt als Llancers Jodhpur), un oficial de l'Índia, i també 16 d'altres rangs. 12 oficials, 6 d'ells britànics i 44 d'altres rangs van resultar ferits, i es van informar que van desaparèixer 3 homes. Aquella nit, les forces turques es van retirar 30 km cap a Deir Jmal (دير جمال), al nord-oest d'Alep.
La 5a Divisió de Cavalleria no era prou forta per continuar avançant, i es va aturar a l'espera que la Divisió Muntada d'Austràlia per reforçar-se amb ella.
No obstant això, l'endemà de la infructuosa càrrega, el 27 d'octubre, la brigada va passar a la divisió de reserva i fou enviada a Alep.

## Conseqüències
Mentre que la 15a Brigada de Cavalleria (Servei Imperial) es retirava cap a la zona d'Alep on es requisava cereals i carn, la 14a Brigada de Cavalleria i la 13a Brigada de Cavalleria van realitzar un reconeixement el 27 d'octubre i es van trobar una posició de reguarda a 60 km al nord de Haritan, que es va retirar cap a Deir Jmal l'endemà.

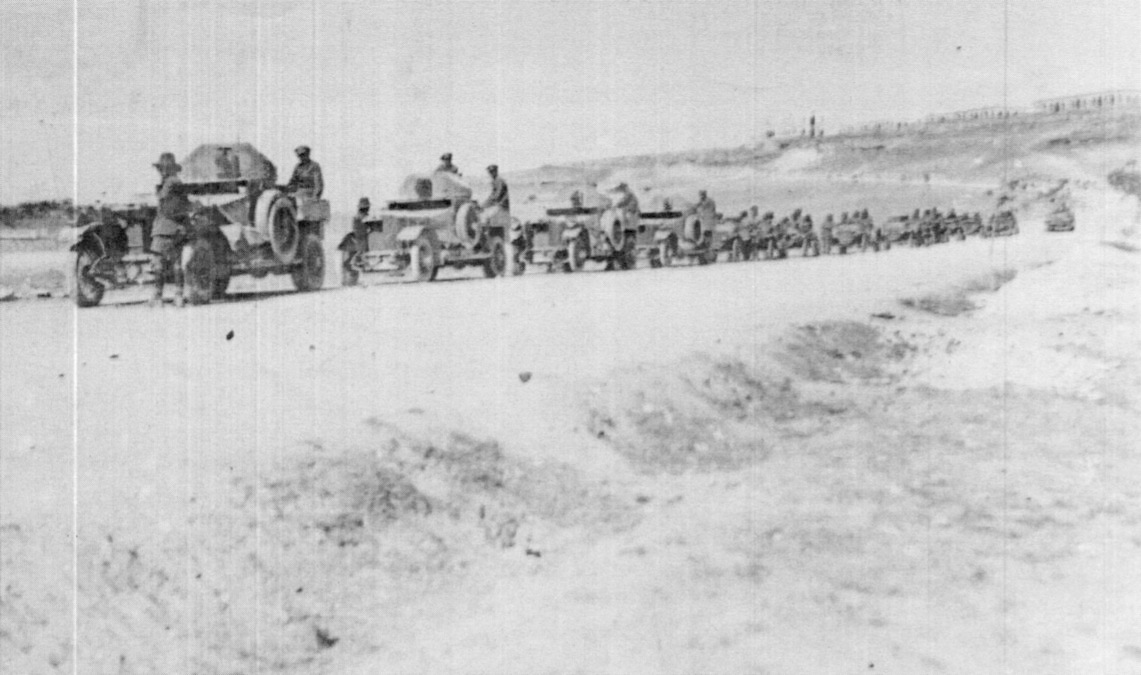
La 12a bateria motoritzada de vehicles lleugers i la 7a patrulla de vehicles lleugers junt amb la 5a Brigada de Cavalleria per la carretera al nord d'Alep
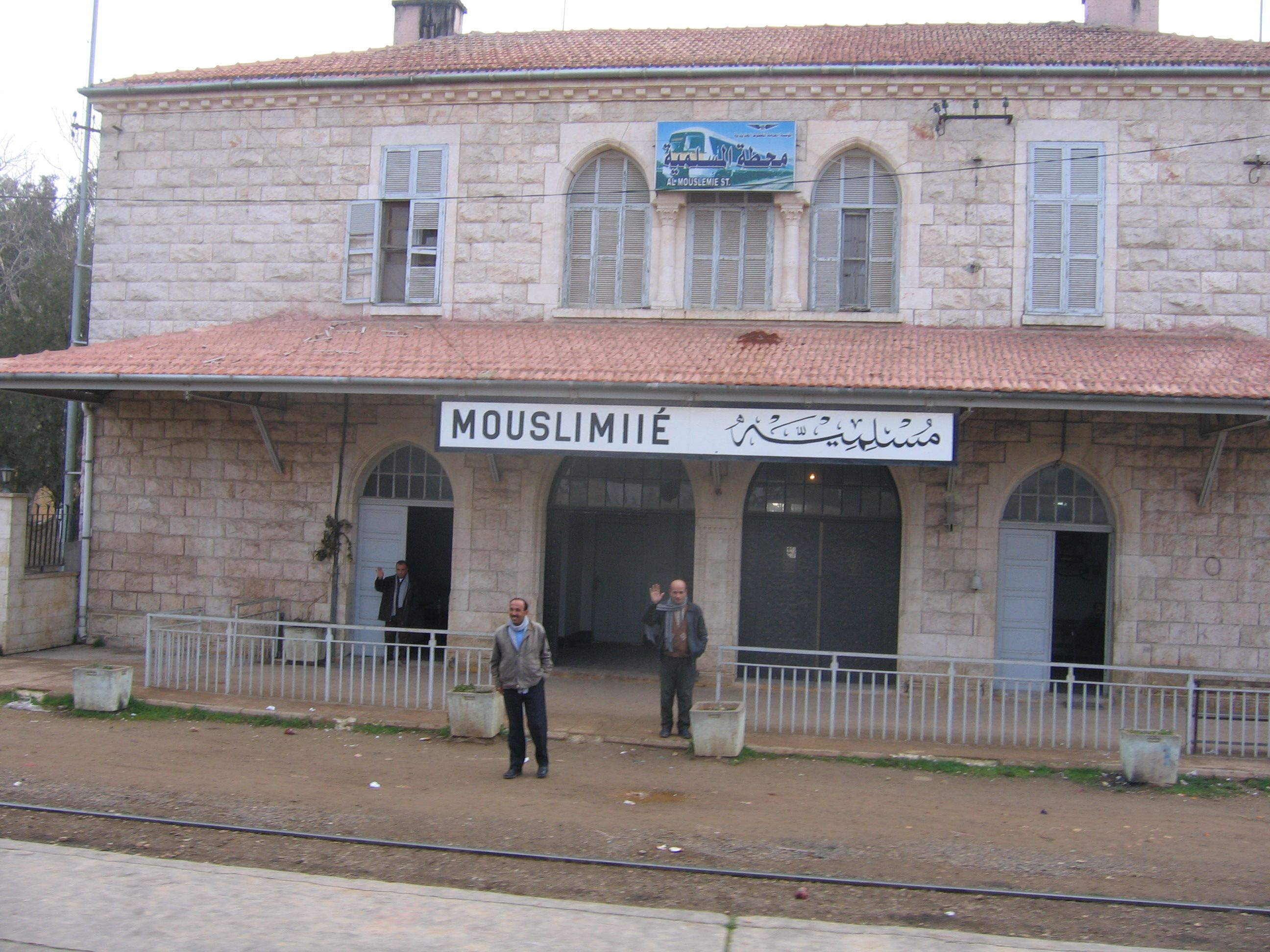
Estació de ferrocarril de Mouslimie (Síria)

El 29 d'octubre, una força xerifial de soldats àrabs va ocupar la cruïlla ferroviària estratègicament important de la xarxa ferroviària de Palestina i Mesopotàmia, l'estació de ferrocarril de Mouslimie (المسلمية), tallant les comunicacions otomanes entre Constantinoble i Mesopotàmia.
La posició de rereguarda otomana a Deir Jmal que havia informat els vehicles blindats el 28 d'octubre s'havia reforçat, fins al 30 d'octubre, 6,5 km més enllà, per una línia defensiva de 40 km de longitud a l'altra banda de la carretera d'Alexandretta. Aquestes posicions es van defensar amb una força sis vegades superior a la 5a Divisió de Cavalleria de Macandrew, que només va poder mantenir la línia sota observació mentre esperava l'arribada de la Divisió Muntada Australiana que es trobava al seu camí al nord de Damasc.
L'armistici que va acabar amb la lluita entre la Força Expedicionària Egipcia i el Grup d'exercits Yildirim es va negociar a Mudros i es va «signar a la coberta del cuirassat Agamèmnon el 30 d'octubre de 1918».